# انفجار (فیلم ۲۰۲۲)
انفجار (انگلیسی: Blast) ((به هندی: Dhamaka)) فیلم کمدی اکشن هندی تلوگو-زبان، محصول سال ۲۰۲۲ است که کارگردانی آن برعهده ترینادا رائو ناکینا بود. بازیگران اصلی فیلم راوی تجا، جایارام و سریلیلا هستند.
فیلمبرداری اصلی در ماه اکتبر ۲۰۲۱ شروع شد و در ماه سپتامبر ۲۰۲۲ خاتمه پذیرفت، مکان فیلمبرداری در حیدرآباد و اسپانیا بود. فیلم در روز ۲۳ دسامبر ۲۰۲۲، در هنگام تعطیلات آخر هفته کریسمس اکران گردید و نظرات مختلف منتقدان، که بیشتر نظرات مثبت بود را در پی داشت. این فیلم به فروشی بیش از ۱۰۸ کرور روپیه در سراسر جهان دست یافت که آن را به یکی از پرفروش‌ترین فیلمهای تلوگو در ۲۰۲۲ تبدیل کرد.